# Trididemnum clinides
Trididemnum clinides är en sjöpungsart som beskrevs av Kott 1977. Trididemnum clinides ingår i släktet Trididemnum och familjen Didemnidae. Inga underarter finns listade i Catalogue of Life.